# On a Plain
«On a Plain» es una canción del grupo estadounidense de grunge Nirvana. Es la canción número 11 en su álbum de 1991, Nevermind. Fue una de las últimas canciones grabadas del álbum, es reconocida como uno de los momentos pop en este, con falsettos del baterista Dave Grohl al final de la canción. La canción fue lanzada como un sencillo promocional en el verano de 1992 y se convirtió en un modesto éxito alternativo.

## Historia
«On a Plain» fue escrita por Kurt Cobain en 1990. Fue grabada por primera vez en estudio el 1 de enero de 1991 por Craig Montgomery en Seattle, Washington. Se estrenó en vivo el 29 de mayo de 1991 en Los Ángeles, California.
«On a Plain» fue grabada para Nevermind entre mayo a junio de 1991 por Butch Vig en North Hollywood. Fue lanzado como un sencillo promocional en el verano de 1992 y se convirtió en un éxito moderado de rock alternativo. 
Una versión acústica se grabó durante el MTV Unplugged de Nirvana, el 18 de noviembre de 1993. Esta versión aparece en el álbum de la banda MTV Unplugged in New York, lanzado en noviembre de 1994. Lori Goldston toca el cello en esta version.
Una actuación en vivo aparece en 1994 en el DVD Live! Tonight! Sold Out!!. Fue grabada en el Festival de Roskilde el 26 de junio de 1992 en Roskilde, Dinamarca. Otra actuación en directo de «On a Plain» ofrecida en el Club Paradiso en Ámsterdam el 25 de noviembre de 1991 aparece en el DVD reedición de 2006 Live! Tonight! Sold Out!!. 
Uno de los primeros ensayos de 1991 de la canción se puede encontrar después de los créditos en la versión en DVD de Live! Tonight! Sold Out!!. Otra actuación en vivo se puede encontrar en el CD/DVD Live at Reading del año 2009 y una más de 1991 en el Teatro Paramount está incluido en el video Live at the Paramount, lanzado en 2011.

## Composición
«On a Plain» fue grabado en la tonalidad re menor con Cobain afinando su guitarra a "Drop D". La canción comienza con una introducción de ruido interpretado por Cobain con una palmada audible. Después de una breve pausa, el riff principal llega con los power chords D5-G5-F5-E5-F5-E5-D5 luego seguido por los power chords D5-C5-B5-A5, seguido por el primer avance de nuevo. La progresión de acordes se repite dos veces durante todos los versos seguidos con los power chords D5-G5-B 5 para todos los estribillos. Después del segundo estribillo, un puente se toca con los acordes F5-E5-A5-G5. La canción se va en el tercer verso seguido de un coro final que se considera como un outro con las palabras: "I'm on a plain/I can't complain" varias veces, que se repite hasta que todos los instrumentos y voces principales se desvanecen hasta que lo último que se escucha es un "Ooooing" como armonía vocal.

### Versiones por otros artistas
La canción fue versionada por la banda de punk Agent Orange para el álbum Smells Like Bleach: A Punk Tribute to Nirvana, y Animal Collective. Una versión reggae de la canción fue lanzada por Little Roy en el álbum "Battle For Seattle" en 2011. 
En septiembre de 2011, Frank Turner hizo una versión de la canción para la revista Kerrang! en el homenaje de la revista a Nevermind por su 20 º aniversario, titulado Nevermind Forever.

## Posiciones en lista
| Año  | Canción    | Lista                                      | Posición |
| ---- | ---------- | ------------------------------------------ | -------- |
| 1992 | On a Plain | Canciones de Rock Moderno (Estados Unidos) | N.º 25   |

## Personal
- Kurt Cobain: Voz y guitarra eléctrica.
- Krist Novoselic: Bajo.
- Dave Grohl: Batería y armonía vocal.

## Otras versiones
- Una versión acústica aparece en MTV Unplugged in New York, con Lori Goldston en violonchelo.
- Una versión eléctrica aparece en el vídeo Live! Tonight! Sold Out!!
- La versión del ensayo grabada en un casete titulado Boom Box, se encuentra en la versión de aniversario de Nevermind.
- Una versión en vivo, grabada en el Paramount Theatre, se halla en la versión ya mencionada de Nevermind.
- Otra versión en vivo, grabada en el Festival del Reading, se halla en Live at Reading.